# Empalactis sporogramma
Empalactis sporogramma är en fjärilsart som beskrevs av Edward Meyrick 1921. Empalactis sporogramma ingår i släktet Empalactis och familjen stävmalar. Inga underarter finns listade i Catalogue of Life.